# West Little River
West Little River ist  ein census-designated place (CDP) im Miami-Dade County im US-Bundesstaat Florida. Das U.S. Census Bureau hat bei der Volkszählung 2020 eine Einwohnerzahl von 34.128 ermittelt. 

## Geographie
West Little River grenzt direkt an die Kommunen Hialeah, El Portal und Miami. Der CDP wird von der Interstate 95, dem U.S. Highway 441 (SR 7) sowie von den Florida State Roads 9, 932 und 934 durchquert bzw. tangiert. West Little River hat über die Station Northside Anschluss an die Vorortbahn Miami-Dade Metrorail in Richtung Kendall (Endstation Dadeland South) und Medley (Endstation Palmetto). An der nahegelegenen Transfer Station besteht eine Umsteigemöglichkeit zwischen der Metrorail und der Tri-Rail.

## Demographische Daten
Laut der Volkszählung 2010 verteilten sich die damaligen 34.699 Einwohner auf 10.510 Haushalte. Die Bevölkerungsdichte lag bei 2915,9 Einw./km². 42,7 % der Bevölkerung bezeichneten sich als Weiße, 49,3 % als Afroamerikaner, 0,2 % als Indianer und 0,2 % als Asian Americans. 4,9 % gaben die Angehörigkeit zu einer anderen Ethnie und 2,7 % zu mehreren Ethnien an. 50,6 % der Bevölkerung bestand aus Hispanics oder Latinos.
Im Jahr 2010 lebten in 40,7 % aller Haushalte Kinder unter 18 Jahren sowie 35,6 % aller Haushalte Personen mit mindestens 65 Jahren. 74,9 % der Haushalte waren Familienhaushalte (bestehend aus verheirateten Paaren mit oder ohne Nachkommen bzw. einem Elternteil mit Nachkomme). Die durchschnittliche Größe eines Haushalts lag bei 3,35 Personen und die durchschnittliche Familiengröße bei 3,70 Personen.
26,3 % der Bevölkerung waren jünger als 20 Jahre, 26,6 % waren 20 bis 39 Jahre alt, 27,8 % waren 40 bis 59 Jahre alt und 19,2 % waren mindestens 60 Jahre alt. Das mittlere Alter betrug 38 Jahre. 49,9 % der Bevölkerung waren männlich und 50,1 % weiblich.
Das durchschnittliche Jahreseinkommen lag bei 30.565 $, dabei lebten 26,3 % der Bevölkerung unter der Armutsgrenze.
Im Jahr 2000 war Englisch die Muttersprache von 53,62 % der Bevölkerung, spanisch sprachen 41,21 % und 5,17 % hatten eine andere Muttersprache.